# Egyptische luchtverdediging
De Luchtverdediging van Egypte (Arabisch: قوات الدفاع الجوي, Quwwat El-Difa 'El-Gawwi) is de luchtafweergeschutstak van de Egyptische strijdkrachten. Het is verantwoordelijk voor de bescherming van het Egyptische luchtruim tegen vijandige luchtaanvallen. Het werd opgericht in overeenstemming met het presidentieel decreet van 1 februari 1968, waarin werd voorzien in de oprichting van de luchtverdedigingstroepen als het vierde Egyptische krijgsmachtonderdeel, naast de landmacht, marine en luchtmacht. Daarvoor was het onderdeel van de artillerie en onder het commando van de luchtmacht. 
Egypte heeft een modern systeem van luchtverdediging bewapening en beschikt over luchtafweerraketten voor de lange-, middellange- en korte-afstand, luchtdoelartillerie-systemen en early warning radars.

## Geschiedenis
Luchtafweergeschut was een van de Egyptische militaire troeven van de Tweede Wereldoorlog. Na de staatsgreep van 1952 was de verdere ontwikkeling van luchtafweerkrachten onderdeel van de militaire opbouw van Egypte. Medio 1956 begon de vorming van een goed aantal eenheden van lichte en middelgrote luchtafweergeschut. 

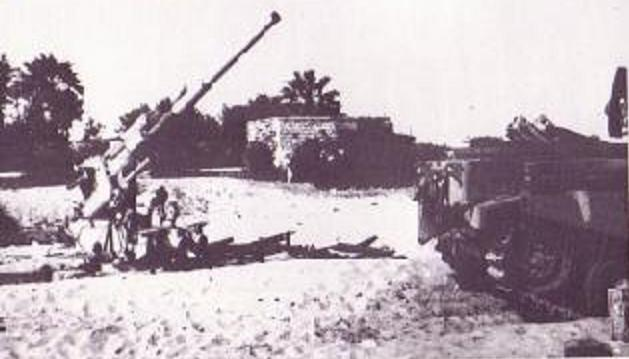
Egyptisch luchtdoelartillerie tijdens de Suezcrisis

Na het uitbreken van de Suezcrisis bleek al snel dat de luchtverdediging van Egypte verouderd was. Toch wisten de soldaten van de luchtdoelartillerie, ondanks het gebrek aan training en de zwakte van hun uitrusting, verschillende vijandige vliegtuigen neer te halen in Caïro, Alexandrië en de Sinaï. Op 5 juni 1967 startte de Israëlische luchtmacht aanvallen op het Egyptische front tijdens de Zesdaagse Oorlog in de Sinaï en profiteerde van tekortkomingen in de Egyptische luchtverdediging. De uit de Tweede Wereldoorlog daterende luchtdoelartillerie van Egypte was niet geschikt om in te zetten tegen moderne jachtvliegtuigen met hoge snelheden. 
Egypte nam het besluit om zijn strijdkrachten te reorganiseren en te ontwikkelen. Op 1 februari 1968 was de oprichting van de Egyptische luchtverdedigingstroepen als onafhankelijke eenheid van de Egyptische strijdkrachten.

## Materieel
De Egyptische luchtverdediging beschikt over een grote verscheidenheid aan luchtafweerwapens, -raketten en -artillerie. Het is een mix van Westers en Oosters materieel. Onder het moderne arsenaal vallen o.a.:
- De S-300VM is in november 2014 in dienst getreden en is opgeslagen in Egypte. Het regiment van één miljard dollar omvat een commandopost, 3 divisies en aanvullende ondersteunende elementen.
- In 2014 werd bekend dat Egypte ook over een Boek raketsysteem beschikt.
- Op 25 februari 2014 bestelde Egypte 186 nieuwe raketmotoren voor hun HAWK luchtafweersysteem.
- De Duitse regering heeft de verkoop van 7 IRIS-T SLM tactische middenklasse luchtverdedigingssystemen aan Egypte in september 2018 goedgekeurd.

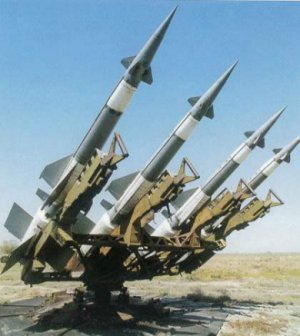
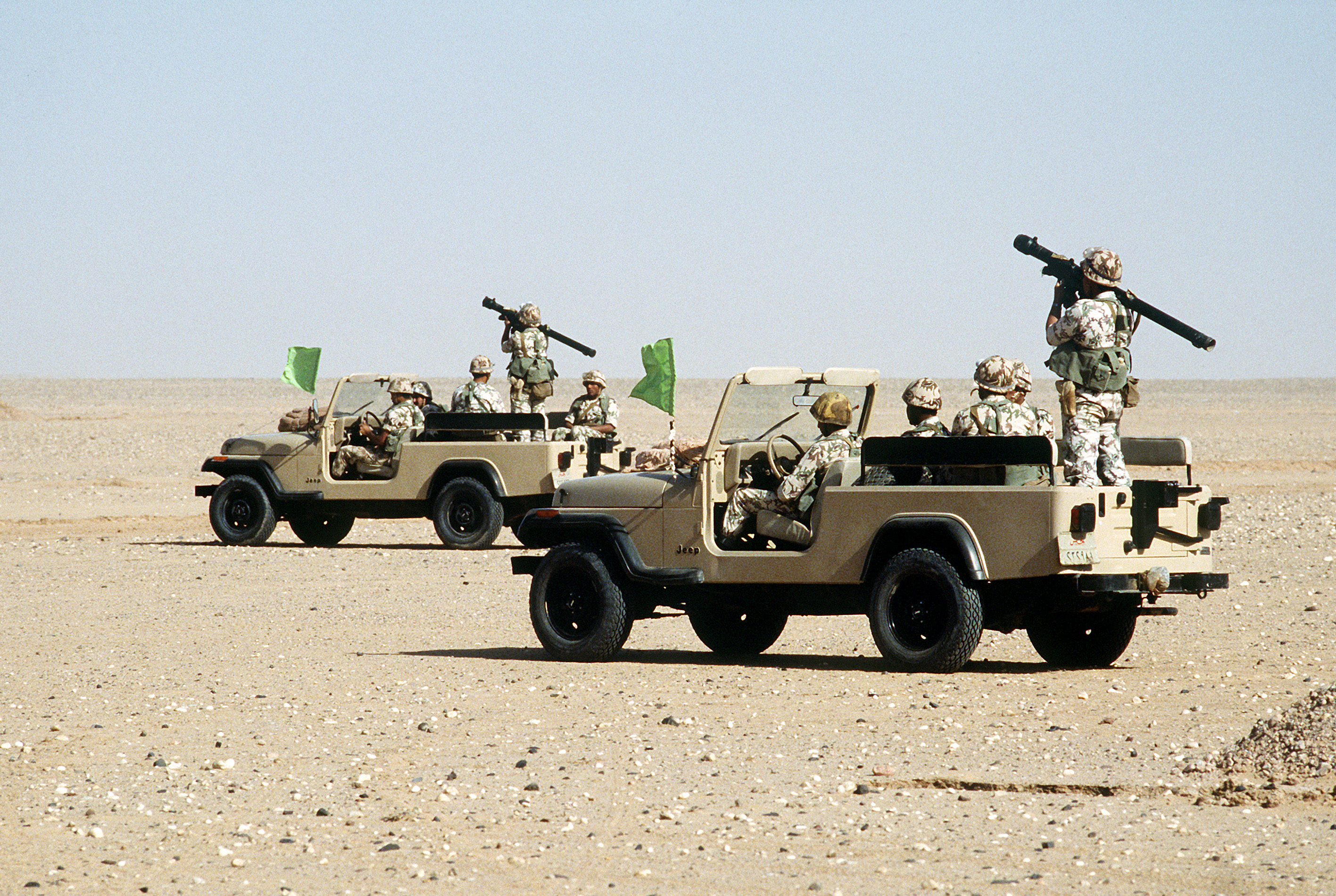
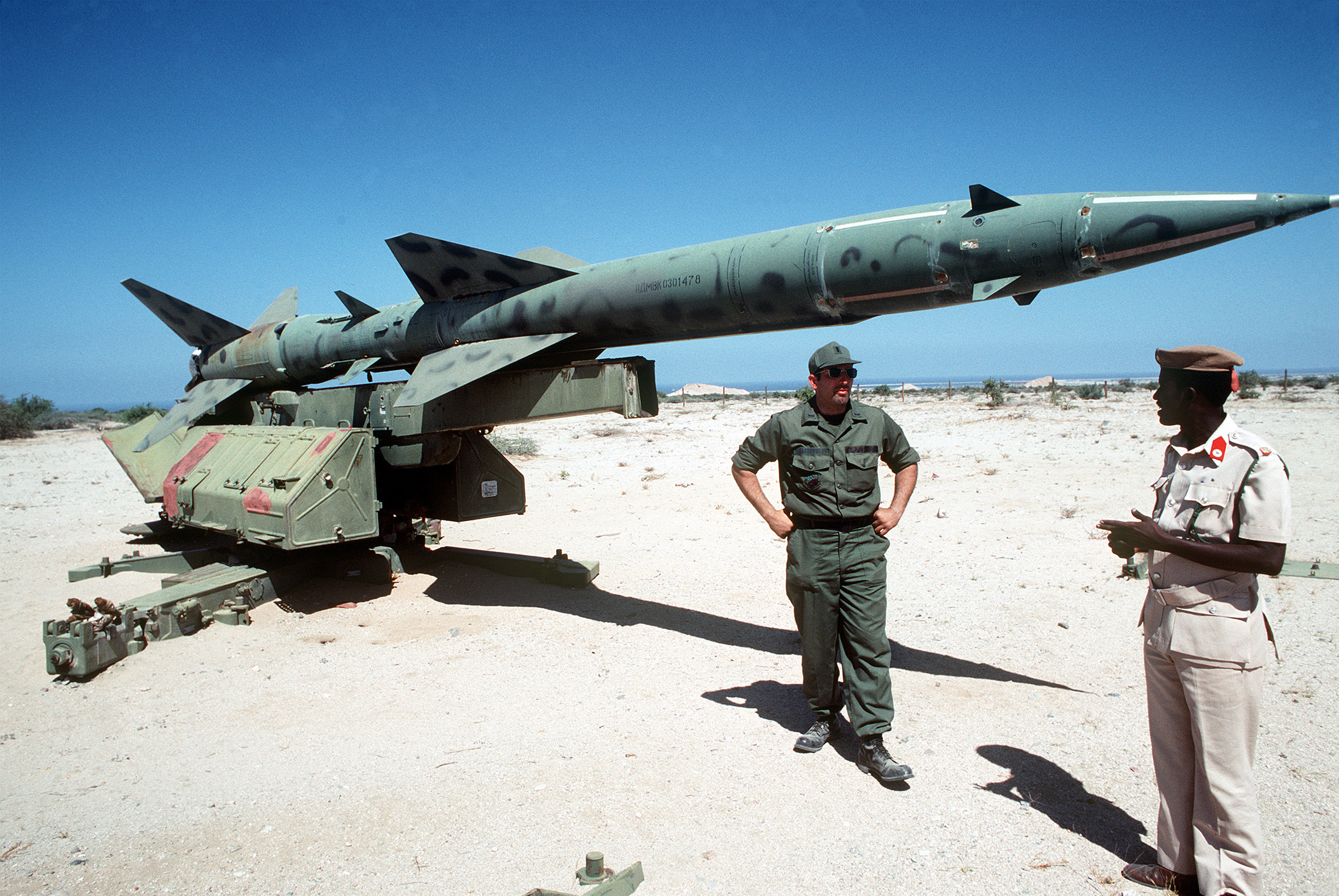
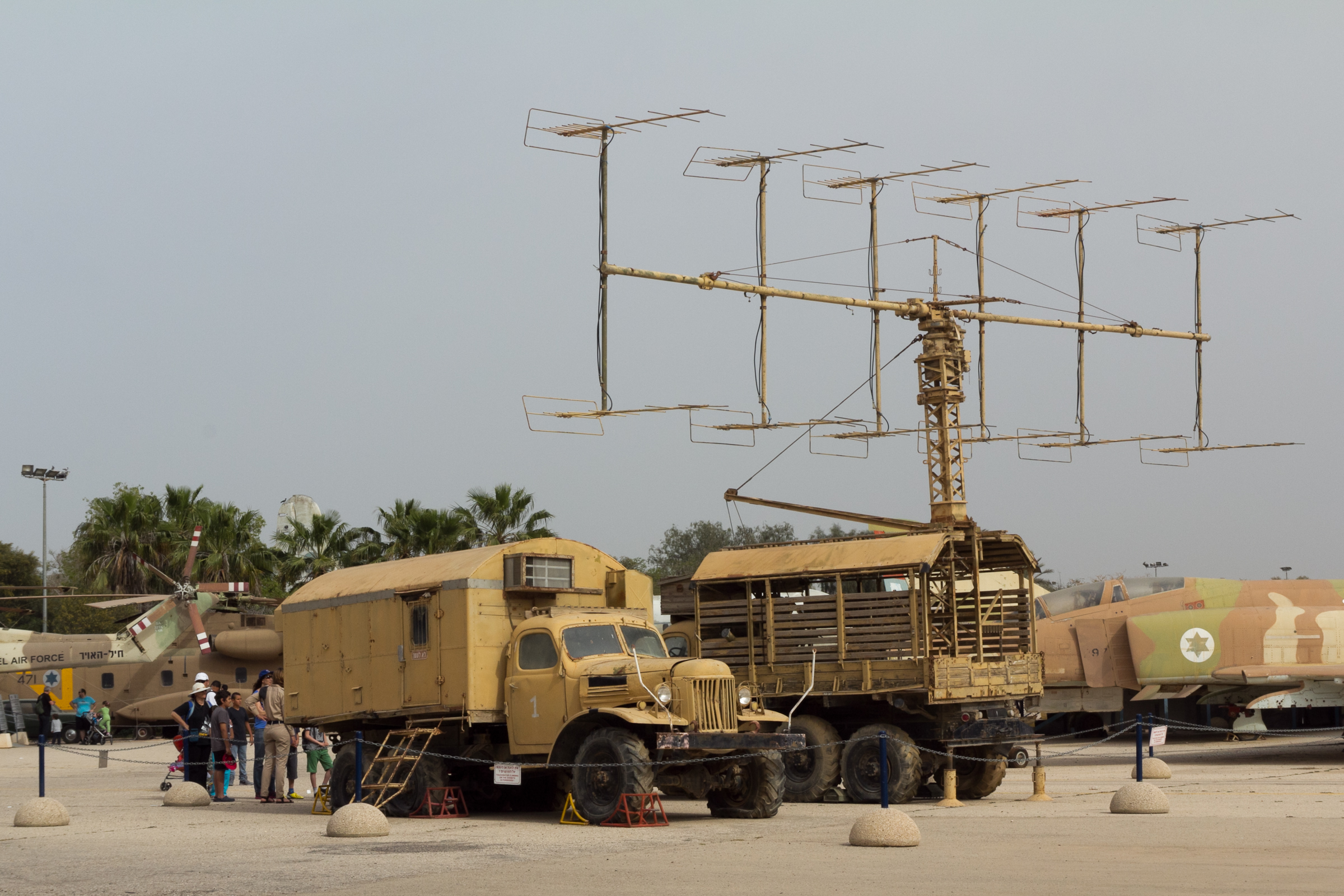
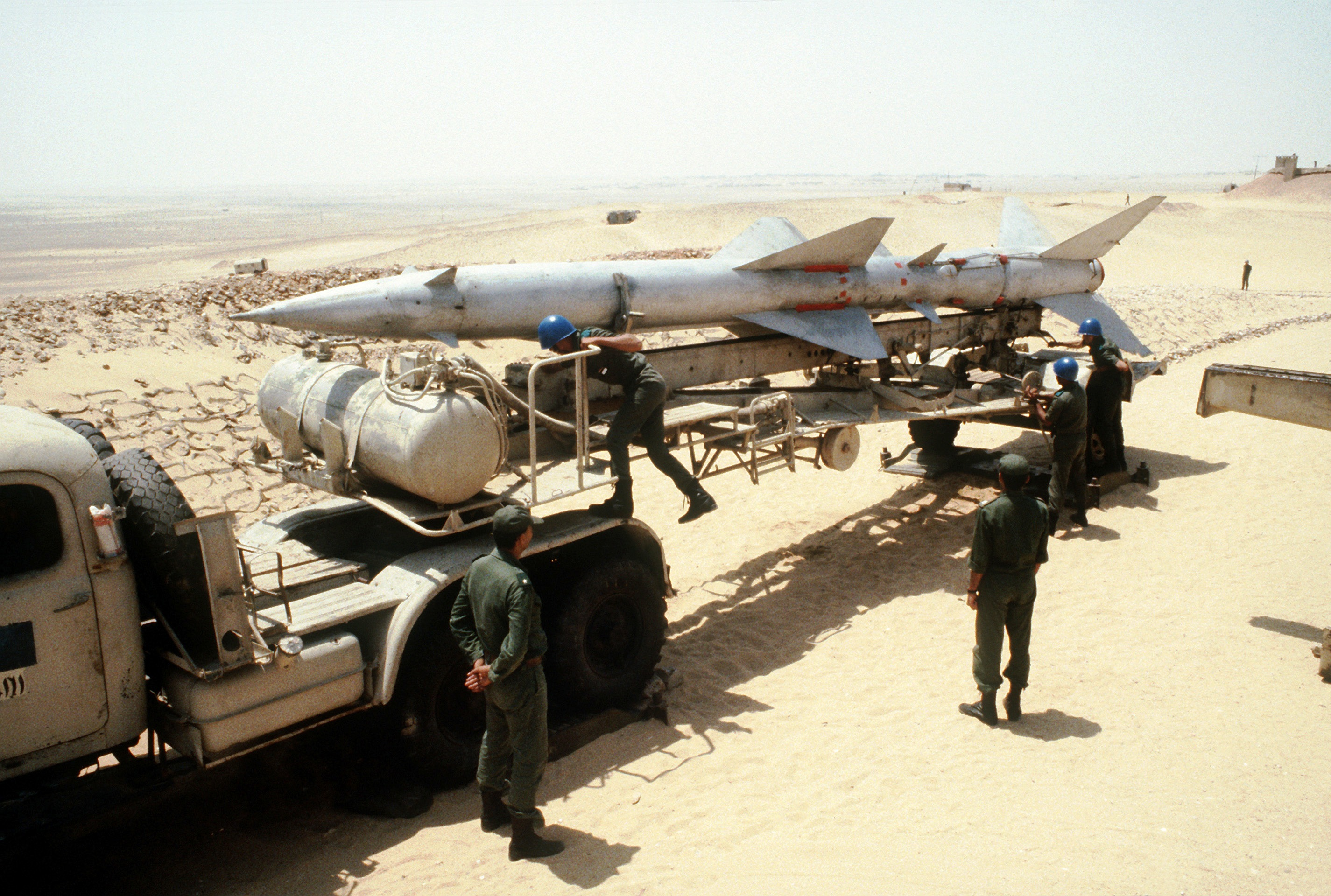

 Egyptische landmacht ·  Egyptische marine ·  Egyptische luchtmacht ·  Egyptische luchtverdediging